# إلسا غارسيا
إلسا غارسيا (بالإسبانية: Elsa García) هي لاعبة جمباز فني مكسيكية، ولدت في 8 فبراير 1990 في مونتيري في المكسيك.

## وصلات خارجية
- إلسا غارسيا على موقع الاتحاد الدولي للجمباز (licence) (الإنجليزية)
- إلسا غارسيا على موقع الاتحاد الدولي للجمباز (biography) (الإنجليزية)
- إلسا غارسيا على موقع أوليمبيديا (الإنجليزية)